# 惠光導盲犬教育基金會
財團法人惠光導盲犬教育基金會（英語：Huikuang Guide Dog Foundation Taiwan），是台灣第一家合格的導盲犬培訓單位，為內政部核可；亦是臺灣第一個專門免費為視覺障礙者培訓導盲犬的非營利民間機構。1991年，時任中華民國總統的李登輝開始推動培訓臺灣導盲犬及訓練師。1996年，經中華民國教育部登記立案，正式成立「財團法人惠光導盲犬教育基金會」；同年成功培訓台灣第一隻導盲犬「Aggie」，與視障者配合執勤。2006年時，專業技術受到國際導盲犬聯盟（IGDF）認可，成為其正式會員。
2016年為全球導盲犬發展100週年，蔡英文以現任國家領導人身份收養3隻退役導盲犬，支持導盲犬培訓與服務。

## 外部連結
- 惠光導盲犬教育基金會 （页面存档备份，存于） （繁體中文）
- 惠光導盲犬學校Facebook
- 惠光導盲犬學校Instagram
- 惠光導盲犬學校YouTube （页面存档备份，存于）